# Pablo Casar
Pablo Casar Bustillo (Cabezón de la Sal, Cantabria, 17 de septiembre de 1978) es un exfutbolista y entrenador español. Jugaba como defensa central y su primer equipo fue el Real Racing Club de Santander "B". 

## Trayectoria

### Como jugador
Se formó como juvenil en el Atlético Perines. Y posteriormente llegó a la cantera del Racing de Santander.
Llegó al Racing de Santander B con el que logró el ascenso a la Segunda División B y al año siguiente volvió a descender.
En la temporada 1998-99 debutó con el primer equipo en un partido de liga frente al Real Valladolid. Al año siguiente volvió a disputar otro partido frente al Deportivo de la Coruña, pero pese a estos partidos volvió al filial ante la falta de oportunidades.
En la temporada 2000-01 descendió con el Racing de Santander B a Tercera División y al año siguiente de nuevo ascendió de la mano de Manolo Preciado.
Precisamente Manolo Preciado fue el que confió en el para ascenderlo al primer equipo y en la campaña 2002-03 participó en 10 partidos y anotó 3 goles.
En la temporada 2003-04 se ganó la titularidad jugando 32 partidos y marcando un gol. Pero tras diversos problemas con las lesiones, no dispuso de muchas oportunidades, participando tan solo en 14 partidos.

### Como entrenador
En 2014 comenzaría su trayectoria como entrenador dirigiendo a la Sociedad Deportiva Textil Escudo de la Tercera División, al que dirigiría durante tres temporadas.
En 2017, firma por la Unión Montañesa Escobedo de la misma categoría, al que dirigiría durante cuatro campañas.
El 8 de junio de 2021, se confirma su fichaje por la Real Sociedad Gimnástica de Torrelavega de Tercera División RFEF, para dirigirlo durante la temporada 2021-22. No acabó la temporada en el cargo, tras ser destituido en febrero de 2022.
A comienzos de 2024, firma como nuevo entrenador de la Sociedad Deportiva Atlético Albericia. Siendo cesado a comienzo de abril de ese año.

## Clubs como jugador
| Club                  | País   | Temporadas |
| --------------------- | ------ | ---------- |
| Racing de Santander B | España | 1997-2002  |
| Racing de Santander   | España | 1999-2005  |
| Real Valladolid C. F. | España | 2005-2006  |
| Deportivo Alavés      | España | 2006-2009  |
| Panthrakikos F. C.    | Grecia | 2009-2010  |

## Clubs como entrenador
| Club                      | País   | Temporadas |
| ------------------------- | ------ | ---------- |
| S. D. Textil Escudo       | España | 2014-2017  |
| U. Montañesa Escobedo     | España | 2017-2021  |
| Gimnástica de Torrelavega | España | 2021-2022  |
| S. D. Atlético Albericia  | España | 2024       |